# Kaïáfas (Élide)
Kaïáfas, en grec moderne : Καϊάφας, est un village du dème de Zacháro, district régional d’Élide, en Grèce-Occidentale.
Selon le recensement de 2011, le village est inhabité.